# Supercopa de la CAF 1993
La Supercopa de la CAF 1993  fue la 1.ª edición de la Supercopa de la CAF, torneo creado por la CAF, que enfrentó al Wydad Casablanca de Marruecos, campeón de la Copa Africana de Clubes Campeones 1992, y el Africa Sports de Costa de Marfil, campeón de la Recopa Africana 1992. El encuentro se disputó en el Estadio Houphouët-Boigny de la ciudad de Abiyán.

## Equipos participantes
En negrita ediciones donde el equipo salió ganador.
| Equipo           | Vía de clasificación                                 | Participaciones previas |
| ---------------- | ---------------------------------------------------- | ----------------------- |
| Wydad Casablanca | Campeón de la Copa Africana de Clubes Campeones 1992 | Debutante               |
| Africa Sports    | Campeón de la Recopa Africana 1992                   | Debutante               |

## Ficha del partido
| 10 de enero | Wydad Casablanca | 2:2 (3:5 p.) | Africa Sports | Estadio Houphouët-Boigny, Abiyán |  |
|             |                  |              |               | Árbitro(s): Omer Yengo           |  |

|                                   |
| Bandera de Costa de Marfil        |
| Campeón Africa Sports 1.er título |